# Nagroda Grammy w kategorii Best Jazz Instrumental Album, Individual or Group
Nagroda Grammy w kategorii Best Instrumental Jazz Album, Individual or Group przyznawana jest od 1959 roku. Na przestrzeni ostatniego półwiecza nastąpiło kilka zmian w nazwie kategorii:
- Od 1959 do 1960 nazywała się Best Jazz Performance, Group
- W 1961 nazywała się Best Jazz Performance Solo or Small Group
- Od 1962 do 1963 nazywała się Best Jazz Performance Solo or Small Group (Instrumental)
- W 1964 nazywała się Best Instrumental Jazz Performance – Soloist or Small Group
- Od 1965 do 1966 nazywała się Best Instrumental Jazz Performance – Small Group or Soloist
- W 1967 nazywała się Best Instrumental Jazz Performance – Group or Soloist with Group
- Od 1968 do 1971 nazywała się Best Instrumental Jazz Performance, Small Group or Soloist with Small Group
- Od 1972 do 1978 nazywała się Best Jazz Performance by a Group
- Od 1979 do 1992 nazywała się Best Jazz Instrumental Performance, Group
- Od 1993 do 2000 nazywała się Best Jazz Instrumental Performance, Individual or Group
- Od 2001 nazywa sięBest Jazz Instrumental Album, Individual or Group

Nagroda przyznawana jest za kompozycje zarejestrowane w roku poprzedzającym daną nominację.

## Wiek XXI
- Nagroda Grammy w 2005
  - McCoy Tyner wraz z Garym Bartzem, Terencem Blanchardem, Christianem McBride oraz Lewisem Nashem za Illuminations
- Nagroda Grammy w 2004
  - Clark Germain (engineer), Dave Darlington (engineer/mixer), Robert Sadin (engineer/mixer i producent) i Wayne Shorter za Alegría
- Nagroda Grammy w 2003
  - Doug Doctor, Jay Newland, Rob Griffin (engineers/mixers), Jason Olaine (producent), Michael Brecker (producent i artysta), Herbie Hancock i Roy Hargrove za Directions in Music
- Nagroda Grammy w 2002
  - Troy Halderson (engineer), Lucille Rollins (producent) i Sonny Rollins (producent i artysta) za This Is What I Do
- Nagroda Grammy w 2001
  - Rob 'Wacko' Hunter (engineer/mixer i producent), Branford Marsalis (producent) i the Branford Marsalis Quartet za Contemporary Jazz
- Nagroda Grammy w 2000
  - Gary Burton, Chick Corea, Roy Haynes, Dave Holland i Pat Metheny za Like Minds

## Lata 90. XX wieku
- Nagroda Grammy w 1999
  - Herbie Hancock za Gershwin’s World
- Nagroda Grammy w 1998
  - Charlie Haden i Pat Metheny za Beyond the Missouri Sky
- Nagroda Grammy w 1997
  - Michael Brecker za Tales From the Hudson
- Nagroda Grammy w 1996
  - McCoy Tyner Trio i Michael Brecker for „Infinity”
- Nagroda Grammy w 1995
  - Ron Carter, Herbie Hancock, Wallace Roney, Wayne Shorter i Tony Williams za A Tribute to Miles
- Nagroda Grammy w 1994
  - Joe Henderson za So Near, So Far (Musings for Miles)
- Nagroda Grammy w 1993
  - Branford Marsalis za I Heard You Twice the First Time
- Nagroda Grammy w 1992
  - The Oscar Peterson Trio za Saturday Night at the Blue Note
- Nagroda Grammy w 1991
  - The Oscar Peterson Trio za The Legendary Oscar Peterson Trio Live at the Blue Note
- Nagroda Grammy w 1990
  - Chick Corea Akoustic Band za Chick Corea Akoustic Band

## Lata 80. XX wieku
- Nagroda Grammy w 1989
  - Roy Haynes, Cecil McBee, David Murray, Pharoah Sanders i McCoy Tyner za Blues for Coltrane: A Tribute to John Coltrane
- Nagroda Grammy w 1988
  - Wynton Marsalis za Marsalis Standard Time – Volume I
- Nagroda Grammy w 1987
  - Wynton Marsalis za J Mood
- Nagroda Grammy w 1986
  - Wynton Marsalis za Black Codes From the Underground wykonane przez „Wynton Marsalis Group”
- Nagroda Grammy w 1985
  - Art Blakey for „New York Scene” wykonane przez Arta Blakeya i Jazz Messengers
- Nagroda Grammy w 1984
  - Phil Woods za At the Vanguard wykonane przez „the Phil Woods Quartet”
- Nagroda Grammy w 1983
  - Phil Woods za „More” Live
- Nagroda Grammy w 1982
  - Chick Corea i Gary Burton za Chick Corea i Gary Burton in Concert – Zurich, October 28, 1979
- Nagroda Grammy w 1981
  - Bill Evans za We Will Meet Again
- Nagroda Grammy w 1980
  - Chick Corea i Gary Burton za Duet

## Lata 70. XX wieku
- Nagroda Grammy w 1979
  - Chick Corea za Friends
- Nagroda Grammy w 1978
  - Phil Woods za The Phil Woods Six – Live From the Showboat
- Nagroda Grammy w 1977
  - Chick Corea za The Leprechaun
- Nagroda Grammy w 1976
  - Chick Corea i Return to Forever za No Mystery
- Nagroda Grammy w 1975
  - Joe Pass, Niels Pedersen i Oscar Peterson za The Trio
- Nagroda Grammy w 1974
  - Supersax za Supersax Plays Bird
- Nagroda Grammy w 1973
  - Freddie Hubbard for „First Light”
- Nagroda Grammy w 1972
  - Bill Evans za The Bill Evans Album wykonane przez „the Bill Evans Trio”
- Nagroda Grammy w 1971
  - Bill Evans za Alone
- Nagroda Grammy w 1970
  - Wes Montgomery za Willow Weep for Me

## Lata 60. XX wieku
- Nagroda Grammy w 1969
  - Bill Evans za Bill Evans at the Montreux Jazz Festival wykonane przez „the Bill Evans Trio”
- Nagroda Grammy w 1968
  - Cannonball Adderley Mercy, Mercy, Mercy wykonane przez „the Cannonball Adderley Quintet”
- Nagroda Grammy w 1967
  - Wes Montgomery for „Goin’ Out of My Head”
- Nagroda Grammy w 1966
  - Ramsey Lewis za The „In” Crowd wykonane przez Ramsey Lewis Trio
- Nagroda Grammy w 1965
  - Stan Getz za Getz/Gilberto
- Nagroda Grammy w 1964
  - Bill Evans za Conversations with Myself
- Nagroda Grammy w 1963
  - Stan Getz for „Desafinado”
- Nagroda Grammy w 1962
  - André Previn za André Previn Plays Harold Arlen
- Nagroda Grammy w 1961
  - André Previn za West Side Story
- Nagroda Grammy w 1960
  - Jonah Jones za I Dig Chicks

## Lata 50. XX wieku
- Nagroda Grammy w 1959
  - Count Basie za Basie